# Ostralka bělolící
Ostralka bělolící, známá také jako kachna bahamská (Anas bahamensis), je druh vrubozobého ptáka náležícího do čeledi kachnovití (Anatidae) a rodu kachna (Anas). Druh popsal Carl Linné roku 1758 a rozlišovány jsou celkem tři poddruhy: Anas bahamensis bahamensis, Anas bahamensis galapagensis a Anas bahamensis rubrirostris. Blízkou příbuznost sdílí s ostralkou rudozobou (Anas erythrorhyncha).

## Výskyt
Tento druh se vyskytuje v Jižní Americe a Karibiku, zaznamenán byl také v Americe Severní, konkrétně na Floridě. Obývá velké území o rozloze asi 26 300 000 km2, to je však rozdrobeno ostrůvkovitě. Poddruh Anas bahamensis galapagensis (dnes ohrožen vyhynutím) se usadil pouze na souostroví Galapágy, další populace obývá severní Jižní Ameriku a část Karibiku (ostralka zde byla zaznamenána na Bahamách, Barbadosu, Haiti a dalších státech), poslední populace osídlila Bolívii, Argentinu a přilehlé státy. Občas lze druh spatřit také na Falklandských ostrovech či na ostrově Guadeloupe, někdy zaletí i na Jamajku či do Panamy. K životu preferuje vodní prostředí a vyskytuje se až do nadmořské výšky 2 500 metrů.

## Popis a chování
Ostralka bělolící je středním až malým zástupcem kachen, měří asi 38 až 51 cm, rozpětí křídel dosahuje 55 až 68 cm. Hmotnost je u větších samců odhadována na 440 až 693 g, samice váží 395 až 650 g; samci i samičky jsou si nicméně dosti podobné. Zbarvení je červenohnědé s temnými skvrnami. Přes krk a tváře se táhnou bílé skvrny, typický znak pro tento druh, jenž mu vynesl i jméno. Zobák je černý, u kořene má zbarvení červené. O potravních návycích tohoto druhu nebyl zjištěn dostatek informací. Potravu, kterou tvoří například vodní rostliny, vybírají ostralky z mělké vody; jídelníček obohacují i masitou stravou. Pokud je jídla dostatek, mohou se shromažďovat do velkých hejn. Doba rozmnožování závisí na hladině vody. Druh je většinou monogamní, samec se během dvoření ozývá zvukem bzzzzzz. Kachna klade vejce do hnízda u vody. Snůška činí 5 až 12 vajec, na nichž sedí téměř čtyři týdny.

## Ohrožení
Mezinárodní svaz ochrany přírody hodnotí druh jako málo dotčený taxon; přestože populace klesá, nezdá se, že by pokles probíhal rychle, nehledě na velikost areálu a počet jedinců.

## Chov v zoo
Patří k často chovaným druhům, je zastoupena v kolekcích více než 100 evropských zoo. Mezi nimi v září 2019 nechyběly ani české zoo:
- Zoo Děčín
- Zoo Plzeň
- Zoo Praha

Na Slovensku je chována v Zoo Bojnice a Zoo Bratislava.

### Chov v Zoo Praha
V Zoo Praha je tento druh chován od roku 1986. První úspěšný odchov byl zaznamenán v roce 1998. Ke konci roku 2018 byl chován jeden samec. V květnu 2019 byla dovezena samice ze Zoo Plzeň. V září byli přivezeni dva samci a jedna samice ze zoo v německém Kolíně nad Rýnem.
Od 28. září 2019 je ostralka bělolící k vidění v novém Rákosově pavilonu exotických ptáků v dolní části zoo, a to konkrétně v expozici Jamajka.
K vidění je rovněž v jedné z voliér expozičního celku Ptačí mokřady v dolní části zoo.